# 1966 en photographie
| Années de la photographie : 1963 - 1964 - 1965 - 1966 - 1967 - 1968 - 1969    |
| Décennies de la photographie : 1930 - 1940 - 1950 - 1960 - 1970 - 1980 - 1990 |

Cet article présente les faits marquants de l'année 1966 en photographie.

## Événements
- 14 novembre : fondation de l'agence Gamma par Raymond Depardon, Hubert Henrotte, Jean Lattès, Léonard de Raemy et Hugues Vassal, bientôt rejoints par Jean Monteux et Gilles Caron ; elle a compté par la suite en son sein un certain nombre de grands noms de la photo et du photojournalisme comme Abbas, Jean Gaumy, Sebastião Salgado, David Burnett ou encore Gianni Giansanti, qui ont contribué à son prestige.
- Création du Musée de la photographie de l'île Maurice à Port-Louis à Maurice, par le collectionneur Tristan Bréville.

## Photographies notables
- 12 avril : la Photo du siècle, surnom d'une photographie prise à Paris par le photographe français Jean-Marie Périer pour le magazine Salut les copains, regroupant 46 vedettes de yéyé.
- Le photographe britannique John Hedgecoe est chargé de photographier la reine Élisabeth II ; la photographie sert de modèle au sculpteur Arnold Machin pour un relief à l'effigie de la reine, que Hedgecoe photographie à son tour devant un fond noir ; cette dernière photographie est reproduite sur les timbres du Royaume-Uni et du Commonwealth sous le nom de « Machin Stamp » (timbre Machin). Il s'agit ainsi d'une des photographies les plus diffusées dans le monde[1].

## Livres de photographies
- Robert Capa, Images of war, New York, Paragraphic books, 175 p.

édition française : Images de guerre, texte français de Jean-Jacques Peltier, Paris, Hachette, 1966, 176 p..

## Films sur la photographie
- Le film Blow-Up de Michelangelo Antonioni s'organise autour des photographies prises à Londres par un photographe de mode et de ce qu'elles peuvent révéler[3].

## Expositions
- janvier : Otto Steinert, galerie de la Société française de photographie, Paris[4].
- 28 septembre - 31 décembre : La Photographie aérienne, Palais de la découverte, Paris[5].
- Toward a Social Landscape, George Eastman House, Rochester ; photographies de Bruce Davidson, Lee Friedlander, Garry Winogrand, Danny Lyon, Duane Michals ; commissariat d'exposition Nathan Lyons (en)[6].

## Festivals et congrès photographiques
- septembre : photokina, Cologne[7].

## Prix et récompenses
- Prix Niépce : Marc Garanger
- Prix Nadar : Sam Haskins, "Cowboy Kate" et autres histoires, Paris, éditions Prisma.
- Médaille David-Octavius-Hill : Martin Hürlimann.
- Prix culturel de la Société allemande de photographie : Man Ray et Alexander Smakula (de).
- Prix Robert Capa Gold Medal : Henri Huet, Associated Press.
- Prix Pulitzer de photographie : Kyōichi Sawada pour ses photographies de la guerre du Viêt Nam, notamment Flee to Safety représentant une famille vietnamienne traversant une rivière à gué pour échapper à une attaque.
- Prix de la Société de photographie du Japon / contributions remarquables : Taikichi Irie, Shisui Tanahashi.
- World Press Photo of the Year : Kyōichi Sawada pour sa photographie du 24 février 1966 : des soldats américains traînent le corps d'un combattant vietcong derrière leur véhicule de transport de troupes vers le lieu d'ensevelissement[8].

## Naissances
- 25 février : Jean-Baptiste Huynh, photographe français.
- 3 mars : Kai Wiedenhöfer, photographe allemand, mort le 9 janvier 2024.
- 5 mars : Catherine Gfeller, photographe et vidéaste franco-suisse.
- avril : John Rankin Waddell, photographe de mode et de nu britannique.
- 17 mai : Serge Anton, photographe portraitiste et designer franco-belge.
- 26 mai : Thomas Kellner, photographe allemand.
- 13 juillet : 
  - Véronique Ellena, photographe et plasticienne française.
  - Nicolas Pascarel, photographe français.
- 17 juillet : David Zérah, artiste et photographe français.
- 9 août : João Silva, photographe et photojournaliste de guerre sud-africain.
- 14 octobre : Seb Janiak, artiste photographe et réalisateur franco-polonais.
- 30 décembre : David Sims, photographe de mode britannique.

- Date précise inconnue ou non renseignée :
  - Jordi Bernadó, photographe espagnol.
  - Jean-Hugues Berrou, photographe et cinéaste documentaire français.
  - Nick Brandt, photographe britannique, spécialisé dans la photographie animalière en Afrique.
  - Grégoire Cheneau, photographe français.
  - Victor Diaz Lamich, photographe québécois d'origine chilienne.
  - Lauren Greenfield, photographe et documentariste américaine.
  - Mark Henley, photographe documentaire britannique, lauréat du Photographe Swiss Press de l'année en 2012 et en 2014.
  - Hideki Kasai, photographe japonais.
  - Kyriakos Kaziras, photographe animalier franco-grec.
  - Dorris Haron Kasco, photographe ivoirien.
  - Aliou Mbaye, reporter-photographe sénégalais qui travaille pour l'Agence panafricaine de presse.
  - Santiago Sierra, artiste photographe et vidéaste espagnol.
  - Patrick Tournebœuf, photographe et plasticien français.
  - Akram Zaatari, photographe libanais.

## Décès
- 7 janvier : Philiberte de Flaugergues, photographe française, née le 8 août.
- 19 janvier : Arthur Tacquin, médecin, explorateur et photographe belge, né le 17 septembre 1869.
- 6 mars : Thérèse Le Prat, photographe française, née le 19 mars 1895.
- 18 avril : Yōsuke Yamahata, photographe japonais, né le 6 août 1917.
- 22 avril : Émeric Feher, photographe franco-hongrois, né le 8 septembre 1904.
- 3 septembre : Irving Klaw, photographe américain fétichiste, né le 9 novembre 1910.
- 27 septembre : Albert Renger-Patzsch, photographe allemand du mouvement de la Nouvelle objectivité (Neue Sachlichkeit), né le 22 juin 1897.
- 23 novembre : Alvin Langdon Coburn, photographe américano-britannique, né le 11 juin 1882.

- Date précise inconnue ou non renseignée :
  - Jeanne Descombes, photographe et éditrice de cartes postales neuchâteloise, né le 2 avril 1870.

## Célébrations
Centenaire de naissance
- Alice Austen
- Alice Boughton
- Gaston Bouzanquet
- Eugène Cattin
- Jean Demmeni
- Peter Elfelt
- Federico Figner
- Marie Høeg
- William James
- Heinrich Kühn
- M.H. Laddé
- Louis Mercier
- Georges Nitsch
- Gaston Piprot
- Kashima Seibei
- Jean-Baptiste Tournassoud
- Charles Auguste Varsavaux

Centenaire de décès
- Henri Marcellin Auguste Bougenier
- Sarah Anne Bright
- Orrin Freeman
- Brita Sofía Hesselius
- Horie Kuwajirō
- Julien Vallou de Villeneuve